# Йохен Шепс
Йохен Шепс (нім. Jochen Schöps; нар. 8 жовтня 1983, Філлінген-Швеннінген) — німецький волейболіст, діагональний нападник, колишній капітан збірної Німеччини. Учасник двох літніх Олімпійських ігор, найцінніший гравець Ліги чемпіонів 2006—2007 рр.

## Біографія

### Клубна
Грати у волейбол Йохен розпочав у рідному місті. У 2003 році, погравши до цього за кілька невеликих команд, перейшов до відомого німецького клубу «Фрідріхсгафен». Тут, починаючи із сезону 2004—2005 року, Шепс виграв усе, що можна, ставши триразовим чемпіоном Німеччини, триразовим володарем Кубка Німеччини, а в сезоні 2006—2007 року і переможцем Ліги чемпіонів ЕКВ, перемігши у фіналі французів. При цьому Шепса визнали найціннішим гравцем цього сезону Ліги чемпіонів.
Сезон 2007—2008 року Йохен розпочав в одинцовській «Іскрі», куди в міжсезоння перейшли кілька світових зірок волейболу на чолі з бразильцем Жібою. Однак очікування вболівальників клубу з Одинцова він виправдати не зміг. За ті 5 сезонів, що Шепс провів у складі «Іскри», головними досягненнями клубу стали третє місце, у якому Шепс став кращим бомбардиром турніру, вихід у фінал Кубка ЕКВ 2009—2010 року, а також срібні медалі чемпіонату Росії, здобуті в сезонах 2007—2008 і 2008—2009 років і бронзова медаль сезону 2011—2012 року.
Після закінчення сезону 2011—2012 року гравець перейшов до польського клубу «Ресовія» (Ряшів), з яким у першому сезоні став чемпіоном Польщі.

### Збірна
У збірній Німеччини Йохен Шепс дебютував у 2003 році. У тому ж році він у складі німецької збірної взяв участь у чемпіонаті Європи. Збірна Німеччини була близькою до виходу в півфінал, але, пропустивши вперед збірну Італії і Франції, німці здобули в турнірі 5-е місце, за підсумками якого стали 7-ми. У 2006 році збірна Німеччини пробилася на чемпіонат світу, що проходив в Японії. За підсумками першого групового турніру німецька збірна змогла пробитися в наступний раунд, але там в групі німці зайняли 6-е місце з 8-ми учасників.  Потім за результатами класифікаційного раунду посіли підсумкове 9-е місце. У 2008 році Йохен Шепс дебютував на літніх Олімпійських іграх в Пекіні. На груповому етапі німецька збірна не змогла показати високий результат, що не дозволило їм пробитися в чвертьфінал, а Шепс з 89 очками став кращим бомбардиром своєї команди.
У 2012 році збірна Німеччини знову взяла участь у літніх Олімпійських іграх. На волейбольному турнірі німецька збірна, випередивши за результатами особистої зустрічі збірну Сербії, пробилася до чвертьфіналу турніру, де вони досить легко поступилися збірній Болгарії 0:3. Після закінчення ігор Йохен Шепс став капітаном збірної Німеччини.

## Клуби
- 2001—2002 — «Волейбол-Інтернат» Франкфурт
- 2002—2003 — «Олімпія» Берлін
- 2003—2007 — «Фрідріхсгафен»
- 2007—2012 — «Іскра» Одинцово
- 2012—2018 — «Ресовія» Ряшів

## Досягнення

### У складі збірної
- чемпіон Євроліги (2009).
- чемпіон Європейських ігор (2015).
- бронзовий призер чемпіонату світу (2014).

### У клубній кар'єрі
- переможець Ліги чемпіонів 2007,
- срібний призер Ліги чемпіонів (2015),
- бронзовий призер Ліги чемпіонів 2009,
- фіналіст Кубка Європейської конфедерації волейболу 2010.
- чемпіон Німеччини (2004—2005, 2005—2006, 2006—2007), срібний призер чемпіонату Німеччини (2003—2004).
- срібний (2007—2008, 2008—2009) і бронзовий (2011—2012) призер чемпіонату Росії.
- чемпіон Польщі (2012—2013, 2014—2015), срібний призер чемпіонату Польщі (2013—2014).
- володар Кубка Німеччини (2003—2004, 2004—2005, 2005—2006).
- фіналіст Кубка Росії (2008), бронзовий призер (2007, 2011).
- фіналіст Кубка Польщі (2012—2013, 2014—2015).

### Індивідуальні
- Найцінніший гравець «Фіналу чотирьох» Ліги чемпіонів (2006—2007).
- Найрезультативніший гравець «Фіналу чотирьох».
- Найрезультативніший гравець і кращий нападник «Фіналу чотирьох» Кубка ЕКВ (2009—2010).
- MVP і кращий нападник «Фіналу чотирьох» Євроліги (2009).
- Волейболіст року в Німеччині (2007, 2008, 2009).